# 뉴사우스웨일스 식민지
뉴사우스웨일스 식민지(The Colony of New South Wales)는 1788년부터 1901년까지 존재한 영국의 왕령식민지이다. 1901년 1월 1일, 오스트레일리아 연방의 주인 뉴사우스웨일스주가 되었다. 뉴사우스웨일스 식민지의 최대 영토는 오늘날의 오스트레일리아의 뉴사우스웨일스 주, 퀸즐랜드주, 빅토리아주, 태즈메이니아주, 사우스오스트레일리아주, 그리고 뉴질랜드까지 포함한 지역이었다.
1856년 6월 6일, 책임 정부가 수립되어 자치를 시작하였다. 스튜어트 알렉산더 도날드슨 경이 총독 윌리엄 데니슨 경에 의해 오늘날의 주지사에 해당하는 식민장관에 임명되었다.

## 역사

### 설립
1788년 1월 18일, 아서 필립(Arthur Phillip) 선장이 이끄는 영국의 첫 함대가 유배 식민지를 건설하면서 오스트레일리아 역사에 처음으로 영국인이 정착한다. 1787년 5월 13일부터 항해하기 시작한 아서 필립 선장은 1792년까지 사실상 총독의 역할을 수행했다.

### 반 디먼스랜드독립
1825년, 랄프 달링(Ralph Darling) 소장이 뉴사우스웨일스 식민지 총독으로 임명되었다. 동년 그는 호바트(Hobart Town)를 방문했고, 12월 3일 반 디먼스랜드(Van Diemen's Land)의 설립을 선포한다. 랄프 달링은 단 3일 동안 새 식민지의 총독직을 수행했다.

### 사우스오스트레일리아 식민지독립
1834년, 영국 상원은 사우스오스트레일리아 법 1834를 통과시켜, 사우스오스트레일리아 식민지(The Colony of South Australia)를 설립했다.

### 뉴질랜드 식민지독립
1840년 11월 16일, 영국 정부는 뉴질랜드 식민지 건립 헌장을 발표한다. 이 헌장은 뉴질랜드 식민지(The Colony of New Zealand)가 1841년 7월 1일부터 왕령식민지로써 뉴사우스웨일스 식민지로부터 독립한다고 명시했다.

### 빅토리아 식민지독립
1851년 7월 1일, 빅토리아 식민지(The Colony of Victoria)가 뉴사우스웨일스 식민지로부터의 완전한 독립을 선포했다.

### 퀸즐랜드 식민지독립
1851년, 뉴사우스웨일스 식민지로부터 퀸즐랜드 지역의 독립을 논의하기 위한 공청회가 열렸다.
1859년 6월 6일, 빅토리아 여왕이 퀸즐랜드 식민지(The Colony of Queensland)의 형성을 승인하는 특허장에 서명했다. 식민지의 수도는 브리스번으로 명명했다. 1859년 12월 10일, 영국의 작가인 조지 보웬(George Bowen)이 선언문을 낭독하여 퀸즐랜드가 공식적으로 뉴사우스웨일스 식민지로부터 독립함을 선포했다. 그리고 보웬은 퀸즐랜드 식민지의 첫 총독이 된다.
1860년 5월 22일, 퀸즐랜드 식민지의 첫 선거가 열려, 보웬의 개인비서인 로버트 허버트(Robert Herbert)가 주지사로 선출된다. 또한 퀸즐랜드는 오스트레일리아 식민지 중 가장 먼저 왕령식민지에서 벗어나 주의회를 설립한다.

## 같이 보기
- 오스트레일리아의 역사
- 뉴사우스웨일스주